# Halboun
Halboun hoặc Halbun (tiếng Ả Rập: حلبون) là một ngôi làng của Syria ở huyện Al-Tall thuộc tỉnh Rif Dimashq. Theo Cục Thống kê Trung ương Syria (CBS), Halboun có dân số 6.521 người trong cuộc điều tra dân số năm 2004. Cư dân của nó chủ yếu là người Hồi giáo Sunni.

## Lịch sử
Halboun được đề cập là Chalybon (tiếng Hy Lạp: Χαλυβάν) của Ptolemy và Strabo, nổi tiếng với rượu vang hảo hạng, trong đó nó được coi là một thứ xa xỉ đối với các vị vua Ba Tư.
Có một số di tích La Mã được tìm thấy ở Halboun, nổi tiếng nhất là những dòng chữ có từ thời Herod Agrippa II.